# Motz
Motz är en kommun i departementet Savoie i regionen Auvergne-Rhône-Alpes i sydöstra Frankrike. Kommunen ligger i kantonen Ruffieux som tillhör arrondissementet Chambéry. År 2022 hade Motz 467 invånare.

## Befolkningsutveckling
Antalet invånare i kommunen Motz
| Referens: INSEE |